# Dorfkirche Weißig

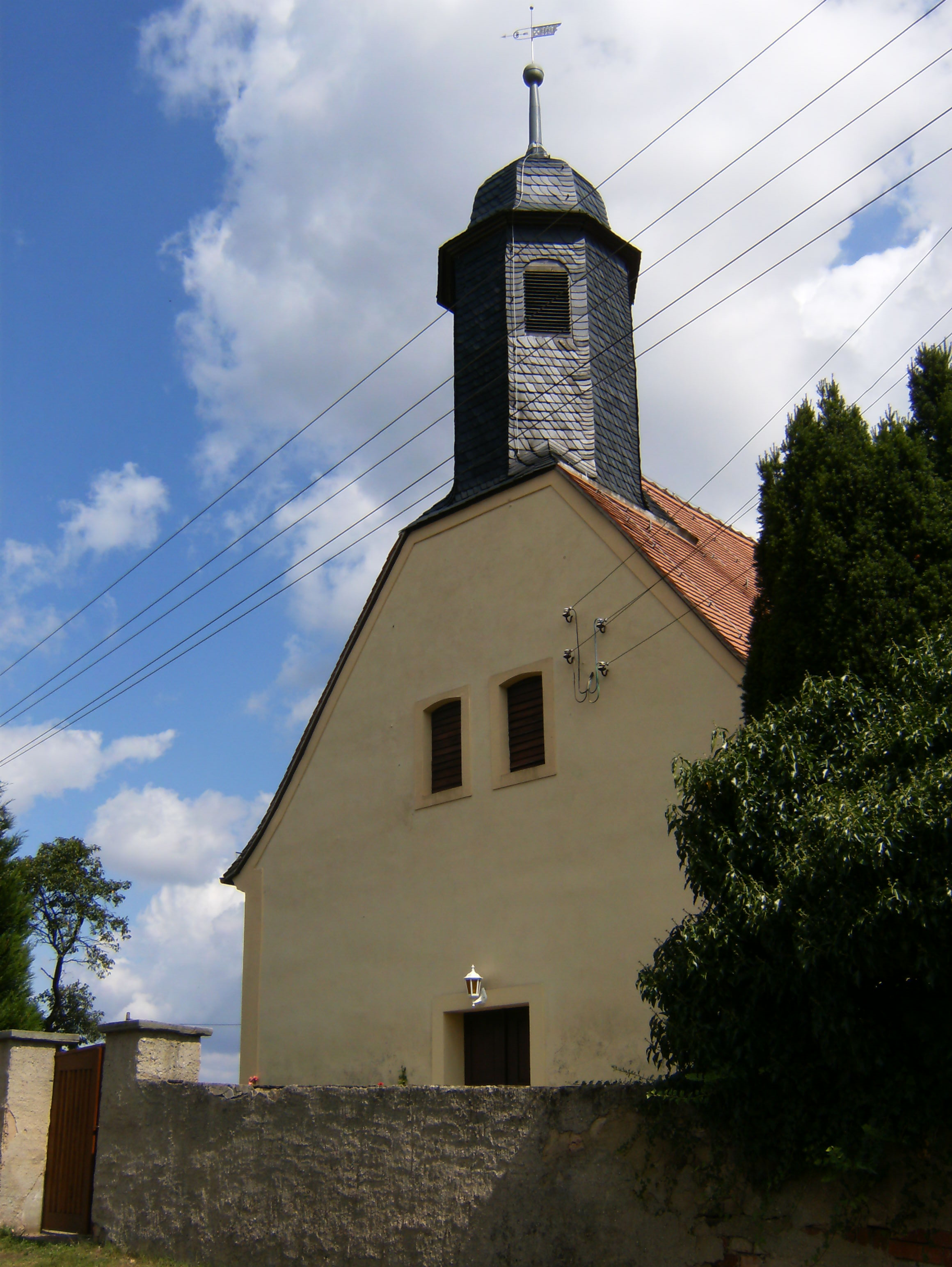
Die Kirche

Die evangelische Dorfkirche Weißig steht im Ortsteil Weißig der kreisfreien Stadt Gera in Thüringen.

## Geschichte
Im Jahre 1728 wurde das alte Gotteshaus, eine Straßenkapelle, abgerissen und die neue Kirche errichtet, die 1732 eingeweiht wurde. 1833 wurde das Turmdach repariert. Die Turmspitze erhielt einen vergoldeten Knopf sowie eine Wetterfahne.
1972 erfolgte eine Einweihung nach jahrelanger Renovierung.
1991 wurden die Fenster erneuert, 2001 folgten Dach und Fassade.

## Die Orgel
Das 1740 für die Schlosskapelle in Lichtenstein/Sachsen gebaut kleine Barock-Orgelpositiv erwarb die Gemeinde 1801. Es handelt sich angeblich um das einzige erhaltene Instrument dieser Art von Christian Ernst Friederici und zudem eines seiner ältesten Instrumente, möglicherweise sein Opus 2. Im Jahr 2010 wurde das Instrument von der Werkstatt für Orgelbau C. Rühle restauriert.